# Virus d'ADN bicatenari retrotranscrit
Els Virus d'ADN bicatenari retrotranscrit, en anglès: dsDNA-RT viruses són el setè grup de la Classificació Baltimore de virus
No són considerats com virus d'ADN (classe I de la classificació de Baltimore), 
sinó més aviat virus retrotranscrits perquè es repliquen a través d'un inetemediari d'ARN. Inclouen les famílies Hepadnaviridae i Caulimoviridae.
També s'utilitza per a aquest grup el terme "pararetrovirus". The term was introduced in 1985.